# Tucarocoiloco
Tucarocoiloco (Tukarocoiloco) ist eine osttimoresische Siedlung im Suco Nuno-Mogue (Verwaltungsamt Hato-Udo, Gemeinde Ainaro).
Das Dorf liegt im Zentrum der Aldeia Tucaro, in einer Meereshöhe von 1269 m. Kleine Straßen führen von Süden aus Nuno-Mogue und von Norden aus Tual-Rem.
In Tucarocoiloco befindet sich eine Grundschule.